# Pavranka Jelochinova
Pavranka Jelochinova (Abyssocottus elochini) je sladkovodní ryba z čeledi pavrankovití.

## Popis
Má krátké tělo, velkou a silně zploštělou hlavu. Tělo není pokryto výraznými šupinami je však jemná s vrásčitou kůží. Ústa ryby jsou široké a lopatkovité. Šířka hlavy je větší než výška týlu. Oči má malé a lebeční dutinu plochou. Samec má řiť válcovitého tvaru. Hřbetní ploutve jsou odděleny malou vzdáleností či se zcela dotýkají. Prsní ploutve jsou krátké a téměř dosahují začátku druhé hřbetní ploutve. Řitní ploutve téměř dosahují konečníku.
Hlava a horní část těla jsou tmavě hnědé. Spodní část těla, břišní a řitní ploutve jsou světlejší.
Druh je popsán podle třech exemplářů.

## Rozšíření
Jedná se o endemický druh z jezera Bajkal, rozšířený v hlubinné části v severozápadní oblasti jezera.
Žijí mezi skalami a hromadami kamení v hloubce 250–300 m. Délka zkoumaných jedinců nepřesáhla 77 mm.